# Cycle of the Werewolf
Cycle of the Werewolf este un scurt roman de groază scris de autorul american Stephen King și publicat inițial de editura Land of Enchantment în 1983. Fiecare capitol al romanului este o scurtă poveste în sine. Acest roman spune povestea unui vârcolac care se transformă de fiecare dată când e Lună plină și care bântuie un mic orășel.

## Ecranizări
- Silver Bullet, 1985, regia Daniel Attias, cu Corey Haim ca Marty, Everett McGill ca Reverendul Lowe, Gary Busey ca Unchiul lui Marty, Megan Follows ca sora lui Marty, Terry O'Quinn ca Șeriful local, Kent Broadhurst ca tatăl lui Brady și James Gammon ca Arnie Westrum.